# Bělkovice
Bělkovice (německy Bielkowitz) jsou vesnice, dnes součást obce Bělkovice-Lašťany v okrese Olomouc. Tvoří jednu ze dvou základních sídelních jednotek této obce. Bělkovická náves se nachází jižně od Trusovického potoka, který obcí protéká.

## Historie
Poprvé jsou Bělkovice zmiňovány roku 1238 v listině krále Václava, v níž se uvádí jako přídomek (Rathiborius de Belchowicz). V jejich blízkosti vedla Jívovská cesta, pokračující dále Nízkým Jeseníkem, u níž o něco severněji byl postaven hrad Tepenec. K roku 1269 Bělkovice patřily klášteru Hradisko, později olomoucké kapitule, která je v roce 1323 postoupila olomouckému biskupství. V roce 1527 získaly vlastní pečeť. Po zrušení patrimoniální správy v roce 1848 spadaly jako samostatná obec pod okres Olomouc, po roce 1921 pod okres Olomouc-venkov (sousední Lašťany naproti tomu patřily do okresu Šternberk). V roce 1960 byly spojeny s blízkými Lašťany v jednu obec Bělkovice-Lašťany, která je od té doby součástí okresu Olomouc.

## Obyvatelstvo
| 1869 | 1880 | 1890 | 1900 | 1910 | 1921 | 1930 | 1950 | 1961  | 1970 | 1980 | 1991 | 2001 | 2011 | 2021  |
| ---- | ---- | ---- | ---- | ---- | ---- | ---- | ---- | ----- | ---- | ---- | ---- | ---- | ---- | ----- |
| 752  | 765  | 806  | 772  | 811  | 809  | 976  | 834  | 1 821 | 853  | 752  | 726  | 896  | 970  | 1 017 |

| 1869 | 1880 | 1890 | 1900 | 1910 | 1921 | 1930 | 1950 | 1961 | 1970 | 1980 | 1991 | 2001 | 2011 | 2021 |
| ---- | ---- | ---- | ---- | ---- | ---- | ---- | ---- | ---- | ---- | ---- | ---- | ---- | ---- | ---- |
| 99   | 106  | 114  | 114  | 118  | 124  | 163  | 207  | 428  | 216  | 202  | 220  | 275  | 302  | 335  |